# Beaumont (Familienname)
Beaumont ist ein englischer und französischer Familienname:

## Namensträger

### A
- Andrew Beaumont (1790–1853), US-amerikanischer Politiker
- Antoine-Joseph-Eulalie de Beaumont d’Autichamp (1744–1822), französischer General
- Antony Beaumont (* 1949), britischer Kapellmeister in Saarbrücken, Leiter des Opernstudios in Köln, Biograf Ferruccio Busonis
- Armes Beaumont (1842–1913), australischer Sänger

### B
- Bill Beaumont (* 1952), englischer Rugbyspieler

### C
- Charles Beaumont (Schriftsteller) (1929–1967), US-amerikanischer Schriftsteller und Drehbuchautor
- Charles de Beaumont (Fechter) (1902–1972), britischer Fechter
- Charles Édouard de Beaumont (1819?–1888), französischer Maler
- Charles-Geneviève-Louis-Auguste-André-Timothée d’Éon de Beaumont (1728–1810), französischer Diplomat, Soldat, Schriftsteller und Fechter
- Charles Marie Auguste de Beaumont d’Autichamp (1770–1852), französischer General
- Charlotte Beaumont (* 1995), britische Schauspielerin
- Christophe de Beaumont (1703–1781), französischer Geistlicher, Erzbischof von Paris
- Claudio Francesco Beaumont (1694–1766), italienischer Maler und Zeichner französischer Abstammung

### E
- Ellie Beaumont, australische Drehbuchautorin und Produzentin
- Ermengarde de Beaumont († 1233), schottische Queen Consort
- Étienne André François de Paule Fallot de Beaumont de Beaupré (1750–1835), französischer Geistlicher, Erzbischof von Bourges

### F
- Francis Beaumont (1584–1616), englischer Dramatiker
- Francisco Javier de Lizana y Beaumont († 1811), spanischer Geistlicher, Erzbischof von Mexiko und Vizekönig von Neuspanien
- François de Beaumont (1512–1587), französischer Militär
- Frederick Beaumont-Nesbitt (1893–1971), britischer Offizier der British Army, Generalmajor

### G
- Gabrielle Beaumont (1942–2022), britische Filmschaffende
- George Beaumont, 7. Baronet (1753–1827), britischer Baronet
- George Beaumont (Ruderer) (1904–1991), britischer Ruderer
- Gerald Beaumont (1880–1926), US-amerikanischer Schriftsteller britischer Herkunft
- Guillaume de Beaumont († 1257), französischer Adliger, Marschall von Frankreich
- Gustave de Beaumont (1802–1866), französischer Publizist und Politiker

### H
- Hanneke Beaumont (* 1947), niederländische Bildhauerin
- Hardouin de Péréfixe de Beaumont (1606–1671), französischer Geistlicher und Historiker
- Harry Beaumont (eigentlich Louis de Beaumont; 1888–1966), US-amerikanischer Regisseur
- Henry de Beaumont, 1. Earl of Warwick († 1119), normannischer Adliger
- Henry de Beaumont, 5. Earl of Warwick († 1229), englischer Magnat
- Henry de Beaumont, 1. Baron Beaumont (um 1280–1340), englischer Adliger
- Henry Beaumont (Ritter) (1438–1471), englischer Ritter
- Henry Beaumont (Geistlicher) († 1627), englischer Geistlicher
- Henry Beaumont (Diplomat), britischer Diplomat
- Hugh Beaumont (1909–1982), US-amerikanischer Schauspieler
- Hugues de Beaumont (1874–1947), französischer Maler
- Hunter Beaumont (1943–2023), US-amerikanischer Psychologe

### I
- Isabel de Beaumont (um 1320–nach 1356), englische Adelige, Herzogin von Lancaster

### J
- Jack Beaumont (* 1993), britischer Ruderer
- Jacques de Beaumont (Jacques Bouthillier de Beaumont; 1901–1985), Schweizer Entomologe und Museumsdirektor
- James Beaumont (* 1988), britischer Schauspieler
- Jean de Beaumont-Gâtinais (um 1190–1255), französischer Chronist und Großkämmerer von Frankreich
- Jean I. de Beaumont-au-Maine († 1306), Vizegraf von Beaumont
- Jean II. de Beaumont-au-Maine (1302–vor 1355), Vizegraf von Beaumont
- Jean de Beaumont († 1356), Herr von Beaumont, Graf von Soissons
- Jean IV. de Beaumont († 1318), Herr von Clichy und Marschall von Frankreich
- Jean de Beaumont (Sportfunktionär) (1904–2002), französischer Sportler, Politiker, Unternehmer und Sportfunktionär
- Jean Olivier de la Bonninière de Beaumont (1840–1904), französischer Admiral
- Jean Thérèse de Beaumont d’Autichamp (1738–1831), französischer General
- Jeanne de Beaumont (1323–1350), französischer Adlige
- Jeanne-Marie Leprince de Beaumont (1711–1780), französische Schriftstellerin
- Jerónimo de Ayanz y Beaumont (1553–1613), spanischer Erfinder, Ingenieur, Offizier, Verwaltungsbeamter und Komponist
- Johann (Beaumont) († 1222), Graf von Beaumont-sur-Oise
- Johann von Beaumont (um 1275–1302), Sohn von Johann II. (Holland)
- Johanna Jacoba van Beaumont (1752–1827), niederländische Schriftstellerin und Feministin
- John de Beaumont, 2. Baron Beaumont (1318–1342), englischer Adliger
- John Beaumont, 4. Baron Beaumont (1361–1396), englischer Adliger
- John Beaumont, 1. Viscount Beaumont (um 1409–1460), englischer Adliger
- John Beaumont (Dichter) (1583–1627), englischer Dichter
- John Beaumont (Sportschütze) (1924–2000), US-amerikanischer Sportschütze
- John Michael Beaumont (1927–2016), britischer Adliger

### K
- Kathryn Beaumont (* 1938), US-amerikanische Schauspielerin
- Keyvan Beaumont (* 2005), französischer Fußballspieler

### L
- Léonce Élie de Beaumont (1798–1874), französischer Geologe
- Louis de Beaumont (Bischof) (auch Lewis de Beaumont; † 1333), anglo-französischer Geistlicher, Bischof von Durham
- Louis de Beaumont, eigentlicher Name von Harry Beaumont (1888–1966), US-amerikanischer Regisseur
- Louis I. de Beaumont de la Forêt (um 1407–1477), französischer Adliger
- Louis II. de Beaumont de la Forêt († 1492), französischer Geistlicher, Bischof von Paris
- Louise Beaumont (* 1959), kanadische Handballspielerin
- Lucien Beaumont (* 1931), kanadischer Schwimmer
- Lucy Beaumont (Schauspielerin) (1869–1937), britische Schauspielerin
- Lucy Beaumont (Komikerin) (* 1983), britische Komikerin
- Luis de Beaumont, 1. Conde de Lerín (1412–1462), navarresischer Adliger
- Luis de Beaumont, 2. Conde de Lerín († 1508), navarresischer Adliger
- Luis de Beaumont, 3. Conde de Lerín († 1530), navarresischer Adliger
- Lyne Beaumont (* 1978), kanadische Synchronschwimmerin

### M
- MacDonald Beaumont (1884–1965), britischer Eiskunstläufer
- Madeleine Beaumont (1883–1975), britische Eiskunstläuferin
- Marc Beaumont (* 1961), französischer Geistlicher, Bischof von Moulins
- Margaret de Beaumont, 7. Countess of Warwick († 1253), englische Adlige
- Marguerite de Beaumont (1895–1986), Schweizer Schwester der Frauengemeinschaft Communauté de Grandchamp
- Marie-Claude Beaumont, Pseudonym von Marie-Claude Charmasson (* 1941), französische Journalistin und Automobilrennfahrerin
- Mario Revelli di Beaumont (1907–1985), italienischer Motorradrennfahrer und Fahrzeugdesigner
- Maite Beaumont, spanische Sängerin (Mezzosopran)
- Matt Beaumont, britischer Autor
- Maxime Beaumont (* 1982), französischer Kanute
- Muriel Beaumont (1881–1957), britische Theaterschauspielerin

### P
- Paul Beaumont, Pseudonym von Sydney Smith (Komponist) (1839–1889), britischer Komponist
- Paul Beaumont (* 1960), britischer Jurist und Hochschullehrer
- Peter Beaumont (Rennpferdtrainer) (1934–2020), britischer Rennpferdtrainer
- Peter Beaumont (Archäologe) (1935–2016), südafrikanischer Archäologe
- Peter Beaumont (Richter) (* 1944), britischer Richter
- Peter Beaumont (Journalist) (* 1961), britischer Journalist
- Peter Beaumont (Ruderer) (* 1965), britischer Ruderer
- Peter Beaumont (Eiskunstläufer) (* 2001), kanadischer Eiskunstläufer

### R
- Robert de Beaumont, 2. Earl of Leicester (1104–1168), englischer Adliger französischer Herkunft
- Robert de Beaumont, 3. Earl of Leicester (mit den weißen Händen; † 1190), anglo-normannischer Adliger und Lord High Steward
- Robert de Beaumont, 4. Earl of Leicester (FitzPernel; † 1204), anglo-normannischer Adliger und Lord High Steward
- Roger de Beaumont (Barbatus; um 1015–1094), normannischer Adliger
- Roger de Beaumont, 2. Earl of Warwick (1102–1153), englischer Adeliger
- Roger Beaumont (Rennfahrer), kanadischer Motorradrennfahrer

### T
- Tammy Beaumont (* 1991), englische Cricketspielerin
- Thomas de Beaumont, 6. Earl of Warwick († 1242), englischer Magnat
- Timothy Beaumont, Baron Beaumont of Whitley (1928–2008), britischer Politiker und Geistlicher

### V
- Victor Beaumont (1912–1977), deutscher Schauspieler
- Vincent Ragot de Beaumont (um 1624–1714), französischer Geistlicher und Essayist

### W
- William de Beaumont, 3. Earl of Warwick († 1184), englischer Magnat
- William Beaumont, 2. Viscount Beaumont (1438–1507), englischer Adliger
- William Beaumont (1785–1853), US-amerikanischer Arzt
- Waleran de Beaumont, 4. Earl of Warwick († 1203), englischer Magnat

## Adelshäuser
- Beaumont (Adelsgeschlecht)
- Beaumont-sur-Oise (Adelsgeschlecht)
- Haus Frankreich-Évreux #Die Linie Beaumont